# Wildpark Schorfheide
Koordinaten: 52° 55′ 22,5″ N, 13° 33′ 8″ O
Der Wildpark Schorfheide ist ein Wildpark bei Groß Schönebeck im Biosphärenreservat Schorfheide-Chorin.
Im 1996 gegründeten Wildpark sind auf einer Gesamtfläche von 105 Hektar am Rand der Schorfheide heimische Tierarten wie Fischotter, Rothirsche, Damhirsche, Wildschweine und Europäische Mufflons zu sehen. Außerdem befinden sich hier Wölfe, Wisente, Elche, Luchse und Przewalski-Pferde.
Neben den Wildtierarten werden im Wildpark auch seltene, vom Aussterben bedrohte Haustierrassen gehalten und gezüchtet. Dazu gehören zum Beispiel das Rauhwollige Pommersche Landschaf und das Mangalitza-Wollschwein.
Durch den Wildpark führt ein circa 7 Kilometer langes Wanderwegesystem, von dem aus die Besucher die in großen Freigehegen lebenden Tiere fast wie in freier Wildbahn beobachten können.
In der Nähe des Besucherhauses mit Restaurant befinden sich ein Streichelgehege sowie ein Waldspielplatz für Kinder.